# Paraprotestantismo
Paraprotestantismo é um termo utilizado para definir alguns movimentos religiosos de inspiração protestante que possuem doutrinas particulares ou paralelas à Reforma protestante. Estas igrejas se caracterizam por reivindicar como base da sua doutrina a revelação especial de um profeta.
O termo, no entanto, não é normalmente aceito por aqueles a quem se refere.